# Pruska
 Ovo je glavno značenje pojma Pruska. Za druga značenja pogledajte Pruska (razdvojba).
Pruska ili Prusija (njem. Preußen, lat. Borussia) je prvobitno bilo područje naseljeno od baltičkog plemena Prusa, kasnije zemlja Njemačkog viteškog reda, a od 16. stoljeća vojvodstvo poljskih vazala Hohenzollerna koje je 1618. stupilo u personalnu uniju s Brandenburškom markom.  Nakon švedske pobjede u ratu protiv Poljske, Istočna Pruska je dobila suverenitet 1660. godine, a od 1701. cijela zemlja postoji kao samostalno kraljevstvo. Od 1871. do 1918. bila je dio Njemačkog Carstva, a 1947. je prestala postojati odlukom Saveznika.

## Općenito
Naziv Pruska u kasnom srednjem vijeku odnosio se samo na područje između Zapadnog Pomorja i pokrajine Kurland (zapadni dio današnje Latvije), koje odgovara kasnijim njemačkim pokrajinama Zapadna Pruska (Westpreußen) i Istočna Pruska (Ostpreußen).  Od 1466. do 1772. regija je bivala dijeljena između Poljske i Njemačkog viteškog reda, odnosno Pruskih vladara iz dinastije Hohenzollern.  
U 18. stoljeću, ime Pruska se postupno počinje koristiti kao naziv za sve zemlje pod vlašću dinastije Hohenzollerna, uključujući i teritorij unutar granica Svetog Rimskog Carstva.  Nakon 1866. Kraljevina Pruska se anektiranjem susjednih državica proširila na gotovo cijelu sjevernu Njemačku te je površinski zauzimala oko dvije trećine tadašnjeg Carstva. Tijekom vremena pruski glavni gradovi bili su Königsberg, Potsdam i Berlin.
Moć i ugled Pruske su znatno porasli tijekom 18. stoljeća, za vladavine Fridrika II. Velikog (1740. – 1786.).  Tada se uzdigla kao druga njemačka država po moći (odmah iza Austrije) i kao peta velika sila Europe. U 19. stoljeću, pod vodstvom kancelara Otta von Bismarcka, Pruska se našla kao predvodnica malonjemačkog plana ujedinjenja i temelj novonastalog Njemačkog Carstva.
Pruske nacionalne boje su crna i bijela, a potječu od odijela vitezova Njemačkog reda koji su na bijelim ogrtačima imali crne križeve.  U kombinaciji s crvenom i bijelom (bojama hanzeatskih gradova Bremena, Hamburga i Lübecka) 1867. nastala je crno-bijelo-crvena trgovačka zastava Sjevernonjemačkog saveza koja je 1871. postala zastava Njemačkog Carstva  (crvena je tada intepretirana kao carska boja).  Pruski nacionalni moto od vremena reformacije bio je "Suum cuique." (njem. "Jedem das Seine", hrv. "Svakome svoje").

## Stanovništvo i površina
Razvoj stanovništva i površine Pruskog kraljevstva između 1701. i 1939. pokazuje jako rastuću tendenciju.
| Godina | Stanovništvo | Površina    |
| ------ | ------------ | ----------- |
| 1713.  | 1,6 mil.     | 114.000 km² |
| 1740.  | 2,4 mil.     | 119.000 km² |
| 1786.  | 5,4 mil.     | 195.000 km² |
| 1795.  | 8,7 mil.     | 300.000 km² |
| 1806.  | 9,7 mil.     | 300.000 km² |
| 1807.  | 4,94 mil.    | 158.000 km² |
| 1816.  | 10,3 mil.    | 280.000 km² |
| 1840.  | 15,0 mil.    | 280.000 km² |
| 1861.  | 18,5 mil.    | 280.000 km² |
| 1871.  | 24,6 mil.    | 348.780 km² |
| 1880.  | 27,0 mil.    | 348.780 km² |
| 1910.  | 40,16 mil.   | 348.780 km² |

Porast stanovništva u 17. i 18. stoljeću temeljio se na osvajanju teritorija i peulierungskoj politici. Odredbom Tilsitskog mira 1807. Pruska se je očito smanjila, ali Bečkim kongresom 1815. dobila je staru veličinu. Porast stanovništva nakon toga se uglavnom temeljio na pripajanju teritorija Austro-pruskim ratom i velikom prirodnom prirastu u 19. i 20. stoljeću.

## Vanjske poveznice
- Preussen.de
- - Preußen - Chronik eines deutschen Staates
- Preußenschlag, Übernahme der Regierung
- Der Freistaat Preußen
- Stiftung Preußischer Kulturbesitz  Arhivirana inačica izvorne stranice od 1. lipnja 2016. (Wayback Machine)
- Stiftung Preußische Schlösser und Gärten Berlin-Brandenburg
- Kontrollratsgesetz Nr. 46 - die formelle Auflösung Preußens  Arhivirana inačica izvorne stranice od 26. svibnja 2018. (Wayback Machine)
- Quellen zur Geschichte Preußens, mit Schwerpunkt auf Westfalen  Arhivirana inačica izvorne stranice od 11. veljače 2021. (Wayback Machine)

Sestrinski projekti
|  | Zajednički poslužitelj ima stranicu o temi Pruska    |
|  | Zajednički poslužitelj ima još gradiva o temi Pruska |